# Symmigma
Symmigma là một chi nhện trong họ Linyphiidae.